# John Patrick Mulcahy
Nadporučík (později kapitán) Francis John Patrick Mulcahy je fiktivní postava z románu MASH, stejnojmenného filmu a seriálu. Ve filmu jej hraje René Auberjonois. V seriálu (vyjma pilotního dílu, kde je hrán Georgem Morganem) je ztvárněn Williamem Christopherem.
Otec Mulcahy je římskokatolický kněz a vojenský kaplan sloužící v americké polní nemocnici 4077th MASH za korejské války.

## Životopis

### Román a film
V románu i ve filmu je otec Mulcahy oslovován spíše přezdívkou „Dago Red“, což je odkaz na jeho italsko-irský původ a víno užívané během římskokatolických bohoslužeb. Ačkoliv většina osazenstva polní nemocnice není nábožensky založená, k otci Mulcahymu přistupují s respektem. Je to právě Mulcahy, který upozorní lékaře, že zubař „Painless“ je v depresi. Později s nechutí pomáhá lékařům v přípravách „poslední večeře – falešné sebevraždy“, kdy se snaží Painlesse přemluvit, aby neskoncoval se životem. Často je zmaten amorálními vtípky doktorů a jejích běháním za sestřičkami. Rád však jejich sarkastické vtipy a poznámky přechází s poznámkou „koneckonců humor je také jedním z Jeho výtvorů“.
Když Radar umístí skrytý mikrofon do stanu Margaret O'Houlihanové, kde má sex s Frankem Burnsem, otec Mulcahy poslouchá zvuky spolu s doktory a myslí si, že poslouchá další epizodu The Bickerson. Odejde ihned poté, co si uvědomí, co doopravdy poslouchá.

### Televizní série
Otec Mulcahy pochází z Philadelphie a často na něm můžeme vidět mikinu Loyola. Má jednu sestru, Kathy, která se stala jeptiškou. Rád o ní mluví jako o „mé sestře Sestře“. Otec Mulcahy je amatérský boxer a fanoušek boxu – jeho mentor a starý kněz v Jezuitské škole učil své studenty, že boxování utužuje charakter. Je také vášnivým hráčem pokeru, ve kterém má neskutečné štěstí. Veškeré své výhry dává místnímu sirotčinci.
Mulcahy chápe, že jeho „stádo“ není nábožensky založené a nesnaží se je převést na víru. Vystupuje v táboře spíše jako autorita, která se snaží duchovně pomáhat osazenstvu tábora i zraněným (viz epizoda „Krize identity“). Ačkoliv je jeho víra v Boha neotřesitelná, má sklony srovnávat svou práci s prací lékařů, kteří zachraňují životy. Je však velmi obětavý, často se přihlašuje jako dobrovolník na nebezpečné akce. Často podává žádost o povýšení na kapitána, avšak velmi dlouhou dobu není povýšen. Až v epizodě „Boj o kapitána“ se mu to povede díky přímluvě Shermana Pottera.
Ačkoliv je katolický kněz, vykazuje nebývalé pochopení pro ostatní náboženství. Dokáže tak poskytnout duchovní podporu pro židovského vojáka (viz epizoda „Cowboy“) či pochopit rituály buddhistické svatby (viz epizoda „Ping Pong“). Ve finále seriálu je téměř zabit během zachraňování válečných zajatců, když v jeho blízkosti vybuchne mina. Přežije, ale skoro úplně ztratí sluch. Svým přátelům řekne, že po válce chce pracovat s neslyšícími, avšak pouze B. J. Hunnicutt ví proč a pomáhá mu vypořádat se s handicapem.

### MASH – Co bylo potom
Otec Mulcahy je vedle Shermana Pottera a Maxwela Klingera jednou ze tří postav, které se objeví ve spin-offu MASH – Co bylo potom. Po návratu z Koreje začne silně pít. Díky své sestře se ze závislosti dostane a začne sloužit jako jako kaplan ve fiktivní nemocnici General Pershing VA Hospital v Missouri. Díky experimentální léčbě se mu vrátí většina sluchu.